# كونتشيل لي تيمبل
كونتشيل لي تيمبل (بالفرنسية: Conchil-le-Temple)‏ هي بلدية تقع في إقليم باد كاليه من منطقة نور با دو كاليه في شمال فرنسا. تبلغ مساحة هذه المدينة 16.72 (كم²)، وترتفع عن سطح البحر 5 م، يبلغ عدد سكانها 911 نسمة حسب إحصاء المعهد الوطني للإحصاء والدراسات الاقتصادية سنة 2009 م. وترأس Alain Delorme البلدية خلال فترة (2008-2014).